# 片貝まつり

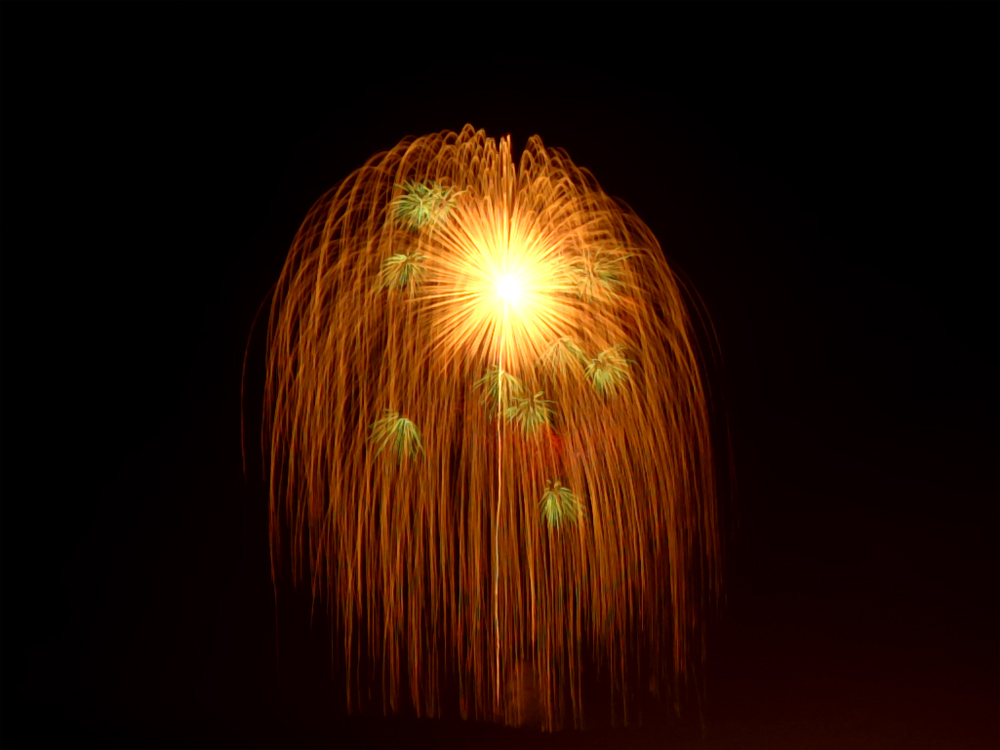
片貝まつりの正四尺玉（2011年）

片貝まつり（かたかいまつり）とは新潟県小千谷市片貝町で開催される秋祭り。
花火大会、なかでも正四尺玉の打ち上げで全国的に知られる。四尺玉の打ち上げ高度約800m、開花直径約800m、この四尺玉の直径約120cm（約4尺）、重量約420kg、打上用の煙火筒は高さ5.2m、厚さ1.8cmの鋼鉄製である。
2006年以降の新潟県の夏の観光キャッチコピーでは越後三大花火「海の柏崎、川の長岡、山の片貝」として紹介される。

## 概要

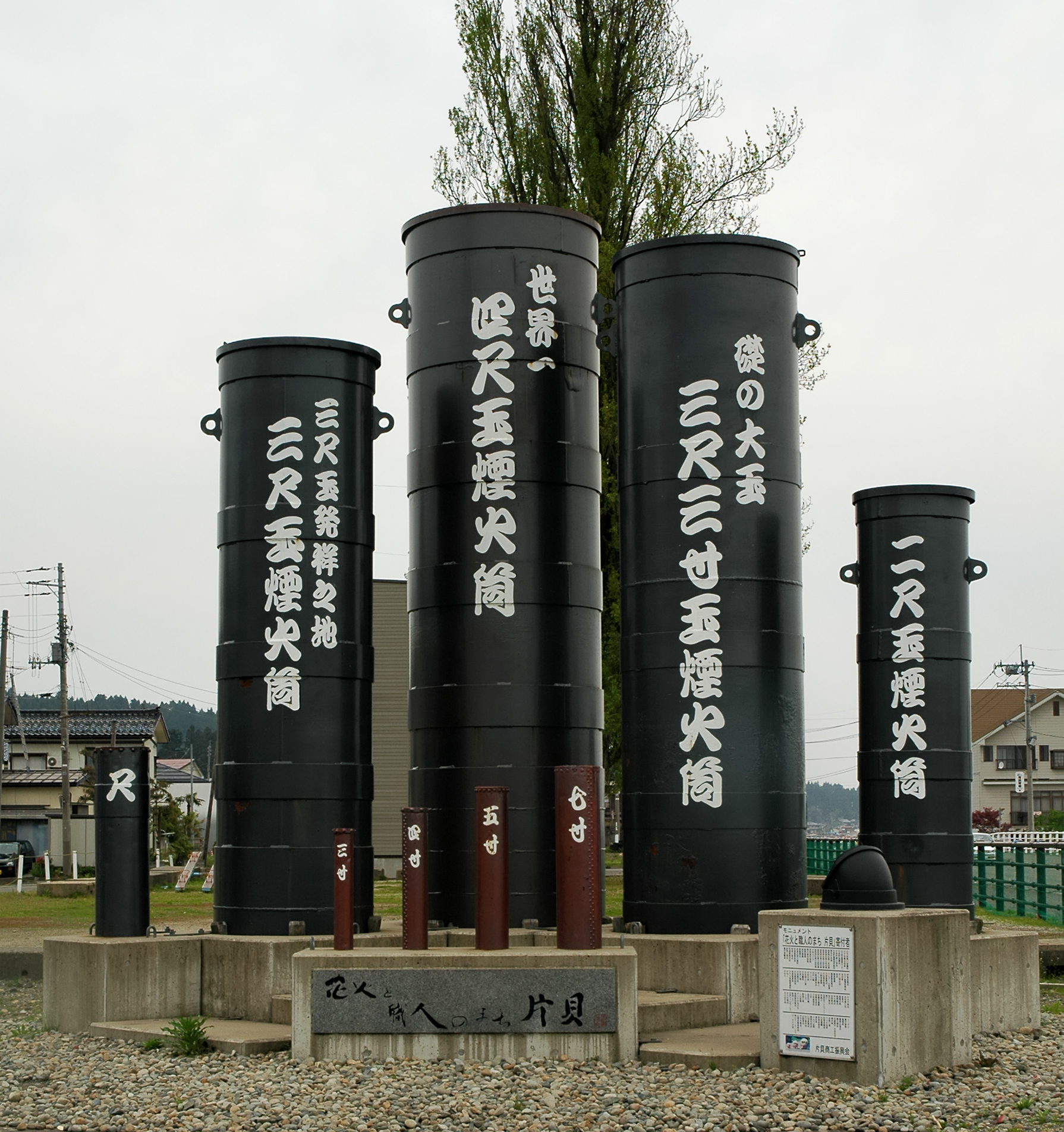
片貝まつりの花火打上用の煙火筒のモニュメント。一番大きい高さ5.2mの発煙筒が正四尺玉のためのもの。2006年3月撮影

浅原神社の秋季例大祭の俗称であり、祭りの特徴は浅原神社への奉納煙火である。そのため、毎年9月9・10日（日程は固定）に開催されていたが、2024年からは9月の第2金曜日とその翌日に変更された。
日程については奇数月のぞろ目は1月1日の元日をはじめ3月3日の桃の節句、5月5日の端午の節句、7月7日の七夕とあるが9月9日には何もなかった事から遊び心を込めたという説がある。
また9月10日が二百十日にあたることから初秋でありながら雨の降りやすい日であり、9〜10日かけてどこかの時間で雨が降る確率が高い。
前述のとおり浅原神社の秋季例大祭であることから、雨天でも基本的には順延せず煙火の打ち上げは行われる。そのため、仕掛け花火の後のスターマイン等は煙に隠れて見えにくくなることがある。
順延になるケースは台風接近等により煙火の打ち上げ時に強風が吹き続けているときであり、最近では順延したケースはない。
もともとは町内の各家庭で花火をつくり、辻などで個人や近所など少人数で打ち上げていたのが始まりといわれている。
火災等の危険を減らす意味も含め片貝町のほぼ中心にあり、鎮守様でもある浅原神社の裏手の畑（通称：十三畑）の辻（通称：二つ坂の下）で打ち上げるようになった。
これにより打ち上げ場に打ち上げ用の筒を運ぶことを筒引き、各町内の若衆が打ち上げる家庭を「角付」（回ること）し「奉納木遣り」を上げて（唄うこと）花火玉を集めて打ち上げ場に運ぶことを玉送りと呼んだ。これら行事は現在も形式的ではあるが行われており、祭りに華を添えている。

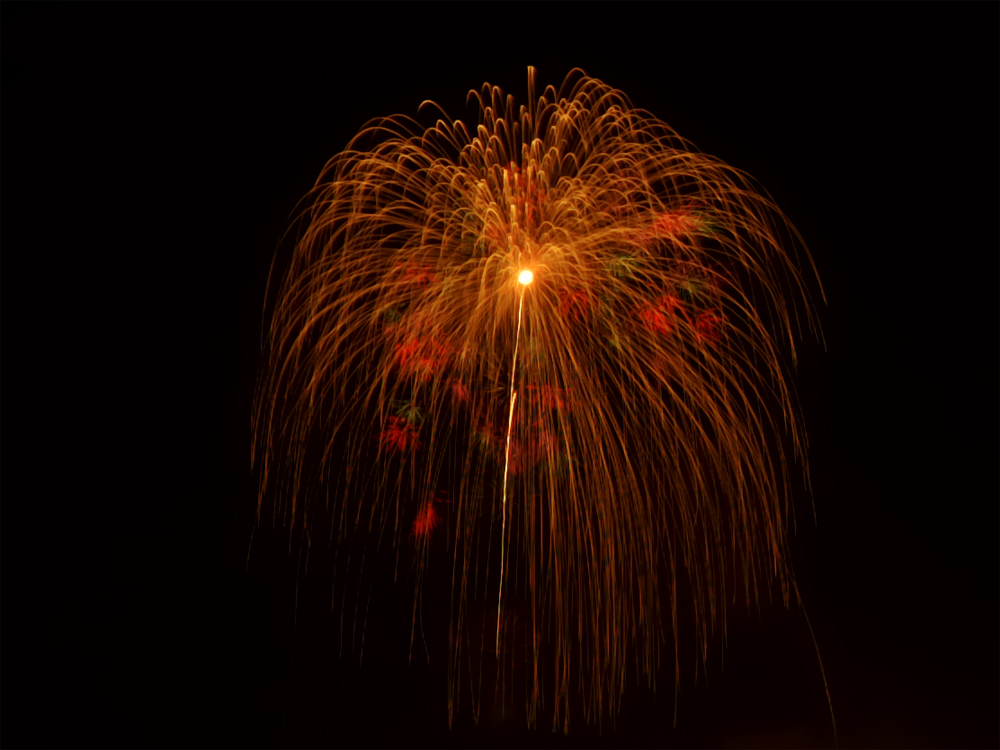
正三尺玉（2011年）

日本で最初に「正三尺玉」や「正四尺玉」（ギネスブックにも掲載されている）を打ち上げたことで有名であり、日本で唯一の「真昼の正三尺玉」も打ち揚げられ大玉が打ち上げられることで各方面に知られている。
特に隣接する長岡市で行われている長岡まつりとの大玉製作・打上合戦は数年にわたり行われ、「正四尺玉」の成功で今のところピリオドが打たれている。
また火災の恐れもあるためか、大体の花火大会が川原や海岸で行われているがこの片貝まつりにおいては丘の上にて打ち上げられている。
1984年には財団法人サントリー文化財団より、住民挙げての花火祭によって、ふるさとへの郷土愛を育てるコミュニティ活動としてサントリー地域文化賞を授与された。
1988年7月25日に北海道有珠郡壮瞥町洞爺湖畔にて洞爺湖サンパレスホテル大浴場完成を記念した水中花火（直径139cm、重量700Kg　開花直径約1200m）が、片貝まつりの花火の大きさを上回り翌年ギネスブックに掲載されている。近年は洞爺湖温泉への配慮や不当表示を指摘されることを回避するため、地元紙新潟日報など報道機関や観光業者の広告では「世界一と言われる」「打ち上げ花火世界一」など正四尺玉に対する表現を変更している。
2010年9月25日、映画『おにいちゃんのハナビ』が全国一斉に公開された。この映画は片貝町を舞台とし、片貝まつりで行われる奉納煙火（花火）大会を軸として、引きこもりの兄と白血病の妹の兄妹愛を綴った感動の作品である。

## 各種行事

### 奉納煙火
前述のとおり家庭ごとに花火を作っていたことから誕生や結婚などの慶事や年忌などの弔事、成人や還暦・33歳や42歳の厄払いなどにちなみ浅原神社に花火を奉納する形式で打ち上げる。個人や家族単位でだけでなく、地元の片貝中学校を卒業と同時に同級生で結成した「会」（以下、同級会）単位でスターマインなどの大きな花火を打ち上げている。打ち上げるグループは「御立台」と呼ばれる場所に立って、「奉納木遣り」を唄ってから自分たちが打ち上げる花火を見届けるのが特徴。
また同級会は、生涯の付き合いであり結束が強い。前年（先輩）より良い（大きい）花火を打ち上げようとしているが、近年は少子化により個々の負担が増加しているという面もある。

### 筒引き
9日の朝から午後にかけて「筒引き」という伝統行事が行われる。五部若の支部付近（片貝町八島）を出発地とし、各町内を回った後に浅原神社の境内へ上る。その年に成人を迎えた同級会（以下、成人）を中心とし（大）若の連中が筒を引き、それぞれの町内を筒が通るときにはその町内の（大）若衆のうち成人を迎えたものより上の者が筒の上に乗り「皆々様の御精力により、やってくれや」と叫んで祭りを盛り上げる。もともと筒引き行事は、川下の三町内（五部、て組、三組）の伝統行事であったと言われる。また、それぞれの町内で纏（まとい）を披露することも筒引き行事の一環となっている。この纏の披露は、纏から垂れ下がる飾りから「馬簾（ばれん）」と呼ばれている。

### 玉送り
9日および10日に「玉送り」という花火玉を町内各地から打ち上げ場へ運ぶ行事が行われる。
い組・に組・三組・て組・五部・ま組の各町内の（大）若と小若や成人・33歳・42歳・50歳・還暦の同級会ごとの集団で「屋台」と呼ばれる山車を引きながら町内各地を練り歩き、浅原神社へ向かう。
基本的には各町内の中学生までが小若、高校卒業後から25歳ころまでが（大）若に属することになる。
屋台の前方で綱を引くものは「道中木遣り」を上げ（唄うこと）、後方では「しゃぎり（囃子）」を演奏しながら進む。
「しゃぎり」や「半纏」は、各町内ことに音色や模様が異なる。

### その他
前夜祭となる8日には、「巫女爺」の屋台や民謡流しが各町内を流す。
9日夜は組（町内）対抗となる「しゃぎりコンクール」が行われる。
10日昼には、浅原神社の境内にある（新潟県下公認第1号の）土俵において選抜相撲大会が行われる。

## メディアへの登場
2003年には東京下町のうなぎ屋を舞台にしたNHK連続テレビ小説『こころ』で主人公こころの父親が新潟県山古志村（現・長岡市）の花火師でありその花火を打ち上げたのが片貝まつりであった（祭りのシーンについては別の日にロケを行った）ことを記念しての花火が打ち上げられ主演の中越典子が当日、現地に来てメッセージを寄せた。
2005年には前年に発生した新潟県中越地震復興に向けたテレビのドキュメント番組が作られその番組のリポーターであった江口洋介が当日、現地に来て番付を読み上げた。
2012年11月9日にフジテレビ系列の「金曜プレステージ」枠（21:00 - 23:17）（JST）にて放送された、スペシャルドラマ『松本清張没後20年特別企画・疑惑』では、被疑者の夫が無理心中を図る前に「正三尺玉」を打ち上げた。そのこと確認に女性弁護士が浅原神社脇にある片貝町煙火協会の事務所を訪ねる。等所々に映しだされている。
2017年には9月10日にBSフジにて『感動スペシャル生中継!世界一の四尺玉花火、片貝の夜空に咲く!〜花火の数だけ涙があふれた〜』（19:00 - 22:15、予定）と題した特別番組を放送、3時間に亘り奉納煙火（花火）大会の模様を生中継する。司会は前述の『こころ』にも出演した俳優の竜雷太と、水谷悠莉（新潟総合テレビアナウンサー）が務める。なお、同日正午から55分間、事前番組『世界一の四尺玉花火片貝まつり大花火今夜いよいよ!』も放送、水谷アナがリポートを担当する。